# شییوار
شییوار (به صربی: Šljivar) یک منطقهٔ مسکونی در صربستان است که در زایچار واقع شده‌است. شییوار ۳۲۹ نفر جمعیت دارد.